# Puto erigeroneus
Puto erigeroneus är en insektsart som först beskrevs av Hiroshi Kanda 1959.  Puto erigeroneus ingår i släktet Puto och familjen ullsköldlöss. Inga underarter finns listade i Catalogue of Life.